# Fort-Mahon-Plage
Fort-Mahon-Plage é uma comuna francesa na região administrativa de Altos da França, no departamento de Somme. Estende-se por uma área de 13,04 km². Em 2010 a comuna tinha 1 313 habitantes (densidade: 100,7 hab./km²).